# Field Commander Cohen: Tour of 1979
Albums de Leonard Cohen
More Best of Leonard Cohen
(1997) Ten New Songs
(2001)
Field Commander Cohen : Tour of 1979 est un album live de Leonard Cohen, sorti en 2001. Les chansons ont été enregistrées en direct au Hammersmith Odeon, à Londres, les 4, 5 et 6 décembre 1979, et au Dome Theatre (en), à Brighton, le 15 décembre 1979. Cohen a déclaré que c'était sa meilleure tournée de tous les temps.
Cohen était accompagné du groupe de jazz Passenger d'Austin, au Texas, composé de Steve Meador à la batterie, Roscoe Beck à la basse, Mitch Watkins à la guitare, Bill Ginn aux claviers et Paul Ostermayer au saxophone et à la flûte. Parmi les autres membres de la tournée figuraient le violoniste Raffi Hakopian, le oudiste John Bilezikjian et les choristes Jennifer Warnes et Sharon Robinson. Le bassiste Roscoe Beck deviendra un pilier du studio et des groupes live de Cohen pendant plus d'une décennie par la suite. Le portrait de la couverture de l'album ainsi que les autres photographies du groupe ont été réalisées par la photographe montréalaise Hazel Field.

## Réception
James Hunter de Rolling Stone a qualifié le LP de « minutieusement, et pourtant simplement, génial ». Mark Deming d'AllMusic écrit que Field Commander Cohen « présente un argument particulièrement fort pour les dons de Cohen en tant que musicien ». Le New York Observer a également fait l'éloge de l'album : « La voix de M. Cohen est chaude et forte tout au long, et a encore une partie du haut de gamme qui n'est pas si évidente sur ses deux derniers albums studio ».

## Liste des pistes
| 1.    | Field Commander Cohen                                                 | Leonard Cohen       | 4:25 |
| 2.    | The Window (Solo de violon de Raffi Hakopian)                         | Cohen               | 5:51 |
| 3.    | The Smokey Life (Duo avec Jennifer Warnes)                            | Cohen               | 5:34 |
| 4.    | The Gypsy's Wife (Solo de violon de Raffi Hakopian)                   | Cohen               | 5:20 |
| 5.    | Lover Lover Lover (Avec deux solos de John Bilezikjian)               | Cohen               | 6:31 |
| 6.    | Hey, That's No Way to Say Goodbye (Solo de violon de Raffi Hakopian)  | Cohen               | 4:04 |
| 7.    | The Stranger Song                                                     | Cohen               | 4:55 |
| 8.    | The Guests (Solo de violon de Raffi Hakopian)                         | Cohen               | 6:05 |
| 9.    | Memories (Solo de saxophone de Paul Ostermayer)                       | Cohen, Phil Spector | 4:38 |
| 10.   | Why Don't You Try (Duo avec Sharon Robinson, solo de Paul Ostermayer) | Cohen               | 3:43 |
| 11.   | Bird on the Wire (Solo de guitare de Mitch Watkins)                   | Cohen               | 5:10 |
| 12.   | So Long, Marianne                                                     | Cohen               | 6:44 |
| 63:03 |                                                                       |                     |      |

## Classement
| Classement (2001) | Meilleure place |
| ----------------- | --------------- |
| France (SNEP)     | 109             |

## Personnel

### Interprètes
- Leonard Cohen : Chant, guitare acoustique
- Jennifer Warnes : Voix
- Sharon Robinson : Voix
- Raffi Hakopian : Violon
- John Bilezikjian : Oud et mandoline

### Passenger
- Mitch Watkins : Guitare
- Roscoe Beck :  Basse
- Bill Ginn : Claviers
- Paul Ostermayer : Saxophone, flûte
- Steve Meador : Batterie

### Production
- Leanne Ungar : Production, ingénieur
- Bob Metzger, Sharon Robinson : Producteurs consultants
- Fredrik Sarhagen, Koji Egawa, Robert Hadley : Assistants ingénieurs
- Kelly Linch, Stranger Management : Gérance
- Henry Lewy : Enregistrement live
- Bill Schnee : Mixing
- Doug Sax : Mastering
- John Wood :  Technicien
- Nancy Donald : Direction artistique
- Hazel Field : Photographie de la pochette prise à Montréal + les autres photographies du groupe.